# کاندیف (کنتاکی)
کاندیف (به انگلیسی: Cundiff) یک منطقهٔ مسکونی در ایالات متحده آمریکا است که در شهرستان ادیر، کنتاکی واقع شده‌است. کاندیف ۲۹۵٫۰۵ متر بالاتر از سطح دریا واقع شده‌است.